# Vyhlídka (Jizerské hory)
Vyhlídka (678,3 m n. m.) je vrchol v Jizerských horách, součást Tanvaldské vrchoviny. Nachází se ve vzdálenosti půl kilometru severozápadním směrem od náměstí ve Smržovce. Skalnatý vrchol je tvořen výrazně porfyrickou žulou až granodioritem. Pod vrcholem se na stupni nacházejí výrazné skalní mísy, z nichž největší, zvaná Čertova, má délku 150 centimetrů a je naplněna vodou. Kopec je zalesněný smrkovým porostem. Z vrcholu je možné pozorovat krajinu jižním a východním směrem.